# Criticité (nucléaire)
Pour les articles homonymes, voir criticité.

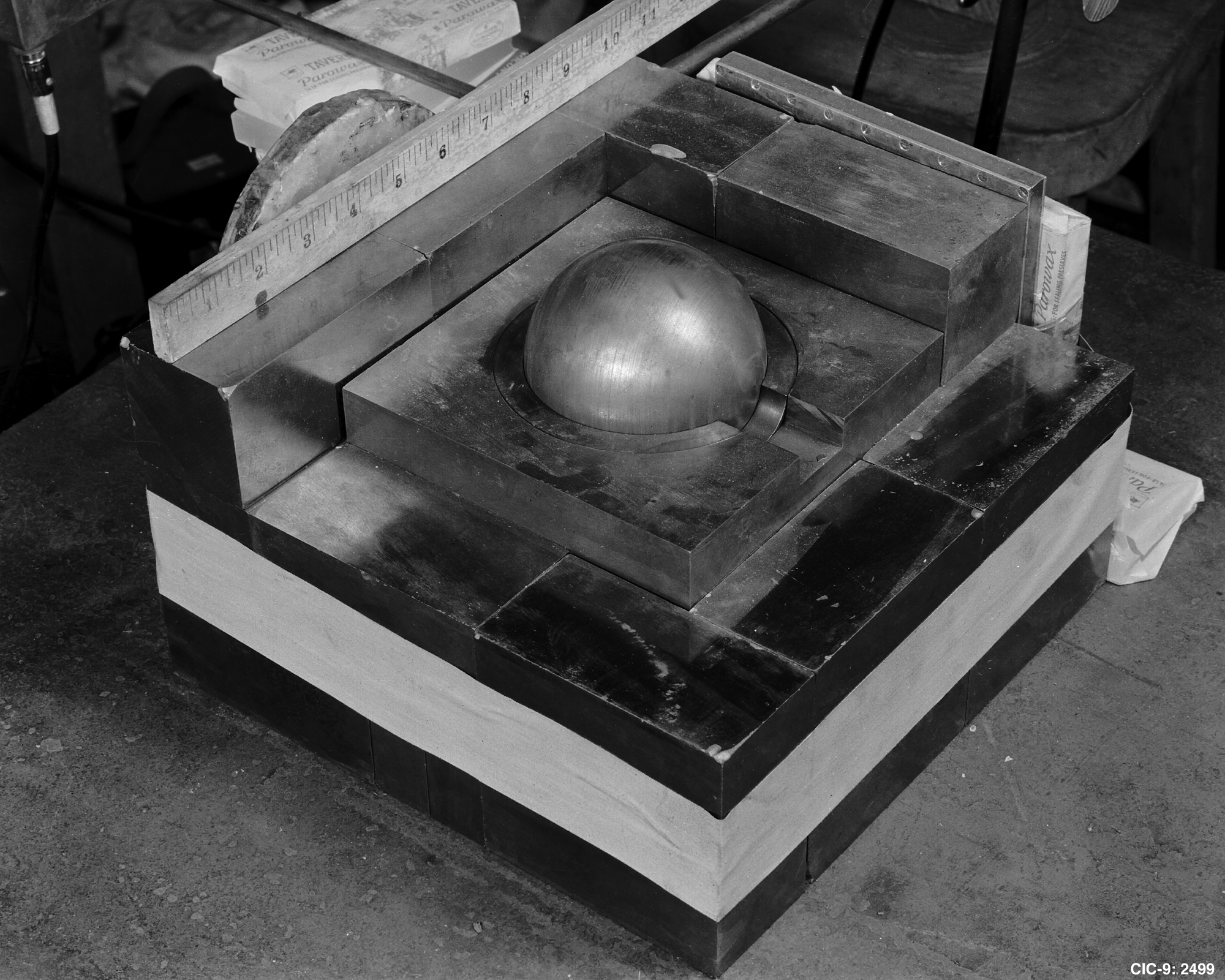
Reconstitution de l'accident de criticité de 1945 : une sphère de plutonium est disposée entre des réflecteurs de neutrons. L'adjonction d'un réflecteur supplémentaire rendit la masse super-critique.

Dans le domaine de l'ingénierie nucléaire, la criticité est une discipline visant à évaluer et prévenir les risques de réaction en chaîne de fission nucléaire incontrôlée. C'est une sous-discipline de la neutronique.
On parle d’accident de criticité, dont les conséquences potentielles induites sont une irradiation importante des opérateurs et, dans une moindre mesure, des rejets radioactifs dans l’environnement. Ce risque existe dès lors que de la matière fissile est mise en œuvre en quantité significative dans les installations du cycle du combustible nucléaire ou dans les emballages de transport.
La grandeur permettant de quantifier ce risque est le facteur de multiplication effectif keff : inférieur, égal ou supérieur à 1 suivant que le système considéré est respectivement sous-critique, critique ou sur-critique.
En France, une règle fondamentale de sûreté (RFS 1.3.c) a été établie par l'Autorité de sûreté nucléaire (ASN) spécialement pour le risque de criticité.

## Facteurs influant sur le bilan neutronique et keff
Le keff est le rapport du nombre total de neutrons produits dans un milieu fissile donné au cours d'un intervalle de temps, au nombre total de neutrons perdus par absorption et par fuite au cours du même intervalle de temps toutes choses égales par ailleurs (ne sont pas considérés dans ce rapport les neutrons produits par des sources dont les intensités ne sont pas fonction du processus de réaction en chaîne):
{\displaystyle k_{eff}={\frac {production}{absorption+fuite}}}
Si keff < 1 (production de neutrons < absorption + fuites), la configuration est sous-critique.

La réactivité d'une installation dépend donc de différents facteurs :
- Production :
  - masse et type de matière fissile,
  - conditions de modération.
- Fuites :
  - densité de la matière fissile,
  - forme géométrique,
  - conditions de réflexion,
  - interactions.
- Absorption :
  - poisons neutroniques (bore, cadmium, gadolinium, etc ...),
  - hydrogène,

## Modes de contrôle de la criticité
Selon les installations, il existe différents moyens de limiter la réactivité, ce sont les modes de contrôle :
- contrôle par la quantité de matière fissile (masse et/ou concentration) ;
- contrôle par la géométrie du procédé[2] :
- contrôle par l'empoisonnement neutronique :
- contrôle par la modération du milieu fissile[3].

Ces modes de contrôles peuvent être associés et des marges sont prises par rapport aux conditions critiques : ce sont les conditions admissibles.
Des modes de contrôles différents peuvent être adoptés pour la situation normale et les situations incidentelles :
- est désigné comme PRIMAIRE, le mode de contrôle associé au fonctionnement normal ;
- est désigné comme SECONDAIRE, le ou les modes de contrôle associés aux situations incidentelles ou accidentelles.

Exemple :
- la concentration en fonctionnement normal ;
- la masse en fonctionnement incidentel pour la situation de précipitation accidentelle.

## Milieu fissile de référence
Les limites des modes de contrôle sont fixées pour un milieu fissile de référence, en tenant compte de l'environnement réflecteur et des interactions. Le milieu fissile de référence est celui qui, parmi tous ceux qui peuvent être rencontrés dans l'ensemble concerné, dans les conditions normales et anormales de fonctionnement, conduit aux limites les plus faibles en raison de sa teneur en matière fissile, de sa composition et de sa loi de dilution.

## Critères d'admissibilité
En France, la réglementation ne fixe pas de critère d'admissibilité pour le keff. Toutefois, les critères (tenant compte des incertitudes de calculs et des biais) généralement considérés pour le cycle du combustible sont les suivants :
- keff≤0,95 en conditions normales de fonctionnement,
- keff≤0,97 en conditions incidentelles de fonctionnement.

Des coefficients de sécurité standards (à appliquer à la dimension critique) peuvent être utilisés :
- Masse :
  - 0,7  si double chargement exclu
  - 0,43 sinon
- Volume de sphère :	0,75
- Épaisseur de plaque : 	0,75
- Diamètre de cylindre : 0,85
- Concentration :	0,8

## La sûreté-criticité dans le cycle du combustible
Dans les usines manipulant l'uranium et le plutonium sous diverses formes physico-chimiques, on cherche à avoir un keff<1 (sous-criticité). Ceci permet d'éviter un accident de criticité, tel celui de l'usine de retraitement de Tokaimura, au Japon.
En amont du cycle, avant la phase d’enrichissement de l’uranium, le risque de criticité est assez faible. La RFS 1.3.c précise « Sont exclues des dispositions prévues par la présente règle, les installations ou parties d'installations où n'est mis en œuvre que de l'uranium dont la teneur en isotope 235 est inférieure ou égale à 1 %, dès lors que cet uranium n'est pas sous forme de réseaux de barreaux disposés dans du graphite ou dans de l'eau ordinaire ou enrichie en eau lourde. Sont également exclues, les installations ou parties d'installations où ne sont traités que des éléments combustibles constitués à partir d'uranium dont la teneur en isotope 235 est inférieure ou égale à 1 %, dès lors que ces éléments n'ont pas été irradiés dans des réacteurs à neutrons rapides ou qu'ils ne subissent pas de traitement chimique pouvant conduire à une variation des proportions des isotopes fissiles en présence. »
En revanche, après la phase d’enrichissement, l’uranium devient plus réactif (ce qui est le but de l’enrichissement) et le risque de criticité est alors plus important.
Les combustibles irradiés sont quant à eux généralement moins réactifs que les combustibles neufs (l’apparition du plutonium est moins importante que la disparition de l’uranium 235).
En France la prévention du risque de criticité est étudiée sous un angle déterministe, comme précisé dans la RFS 1.3.c :
- un accident de criticité ne doit en aucun cas découler d'une seule anomalie : défaillance d'un composant, d'une fonction, erreur humaine (non-respect d'une consigne par exemple), situation accidentelle, (incendie par exemple)...
- si un accident de criticité peut découler de l'apparition simultanée de deux anomalies, il sera alors démontré que :
  - les deux anomalies sont rigoureusement indépendantes,
  - la probabilité d'occurrence de chacune des deux anomalies est suffisamment faible,
  - chaque anomalie est mise en évidence à l'aide de moyens de surveillance appropriés et fiables, dans un délai acceptable permettant l'intervention.

Exemple 1 : à l'usine de retraitement de la Hague, l'étape de dissolution du combustible usé s'effectue dans un dissolveur à roue à godets : cette géométrie, quelque peu exotique, garantit la sous-criticité à tout instant. Les actions sont également automatisées par souci de radioprotection. Des cuves annulaires (géométrie favorable) sont également utilisées pour l'entreposage du plutonium.
Exemple 2 : à Melox, où l'on fabrique le combustible MOX (constitué de plutonium et d'uranium naturel), les actions sont là aussi automatisées. Le risque de séisme est pris en compte au niveau des "tiroirs" de rangement des crayons combustible : en effet, en cas de séisme, les crayons peuvent se rapprocher : les neutrons émis par un crayon peuvent alors percuter l'uranium (ou le plutonium) du second, ce qui revient à acquérir une certaine réactivité.
L'Autorité de Sûreté Nucléaire et de Radioprotection (ASNR) assure le contrôle des installations du cycle du combustible. A ce titre, le service chargé de l'expertise des études de criticité est le Service de Neutronique et des risques de Criticité (SNC).
Notons enfin que, de manière générale, le risque de criticité est plus important quand on manipule des liquides que des solides.

## Cas du transport de matières fissiles
Le transport comprend les opérations de mouvement de matières radioactives, et les conditions associées : dimensionnement des emballages, entreposage en transit, acheminement, déchargement... Les flux de transport sont :
- en amont du cycle du combustible, l'hexafluorure d'uranium (UF6) et l'oxyde d'uranium : 100 transports par an d'UF6.
- les combustibles neufs (combustible UOX ou combustible MOX) : 330 transports par an.
- les combustibles irradiés : 450 transports par an.
- les déchets radioactifs : 2000 transports par an.

Ces transports peuvent s'effectuer par route, mer, rail, air.

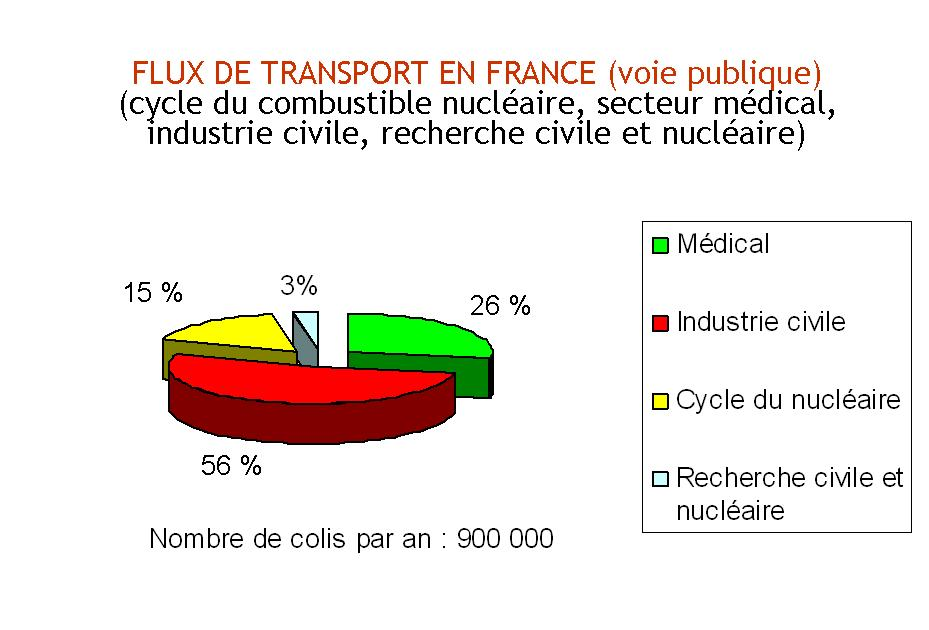
Répartition des transports nucléaires en France.

La règlementation en vigueur est celle définie par les règles de l'Agence internationale de l'énergie atomique(AIEA), nommées TS-R-1 et TS-G-1.1. Elle exige :
- de définir le contenu et le « milieu enveloppe ».
- de définir les configurations normales et accidentelles « enveloppes ».
- de déterminer l'indice de sûreté-criticité (CSI) basé sur le nombre de colis admissible.